# MacOS Server
macOS Server (Раніше Mac OS X Server та OS X Server) — UNIX-подібна, серверна операційна система від Apple Inc. архітектурою ідентична своєму настільному колезі macOS - з додатковими серверними програмами та інструментами управління. Починаючи з 2011 року (версії OS X 10.7), серверна редакція була вбудована в звичайну версію OS X. Однак для налаштування та управління сервером необхідно придбати пакет з управлінням (server management app) OS X Server. Включає в себе програми адміністрування та управління робочими групами. Ці програми забезпечують спрощений доступ до мережевих сервісів, таких як поштовий сервер, Samba-сервер, LDAP, DNS  й ін.. Також містить численні додаткові сервіси та програми для їх управління, наприклад, вебсервер, Вікі-сервер, чат-сервер, календар-сервер і безліч інших. OS X Server була предустановлена на комп'ютери  Mac mini Server (до 2014 року) і Mac Pro Server (до 2013 року), зараз програма управління сервером поширюється окремо для використання на комп'ютерах Apple, через App Store.

## Огляд
Mac OS X Server була представлена як операційна система для Xserve комп'ютерів, монтованих у стійки серверів комп'ютерів, розроблених Apple. Крім того, вона була  передвстановленою на Mac Mini і Mac Pro, і була продана окремо для використання на будь-якому Macintosh-комп'ютері з мінімальними вимогами.
Mac OS X Server базується на відкритому вихідному коді і використовує відкриті галузеві стандарти та протоколи. Вона включала в себе послуги та програми для спільного використання файлів, обміну контактною інформацію, відправки миттєвих повідомлень, відеоконференцій, посилання і отримування електронної пошти, роботи з вікі, блогами, підкастами, створення вебсайтів, а також календарі і розклади заходів.

## Локалізація
Mac OS X Server на відміну від Mac OS X перекладена лише англійською, голландською, іспанською, італійською, китайською, корейською, німецькою, французькою та японською мовами.

## Хронологія версій macOS Server
| Номер версії                               | Дата випуску    |
| ------------------------------------------ | --------------- |
| Mac OS X Server 1.0                        | 16 березня 1999 |
| Mac OS X Server 10.0 (Cheetah Server)      | 21 травня 2002  |
| Mac OS X Server 10.1 (Puma Server)         | 25 вересня 2001 |
| Mac OS X Server 10.2 (Jaguar Server)       | 23 серпня 2002  |
| Mac OS X Server 10.3 ( Panther Server)     | 24 жовтня 2003  |
| Mac OS X Server 10.4 (Tiger Server)        | 29 квітня 2005  |
| Mac OS X Server 10.5 (Leopard Server)      | 25 жовтня 2007  |
| Mac OS X Server 10.6 (Snow Leopard Server) | 28 вересня 2009 |
| OS X 10.7 (Lion Server)                    | 20 липня 2011   |
| OS X 10.8 (2.0, Mountain Lion Server)      | 25 липня 2012   |
| OS X 10.9 (3.0, Маверікс Server)           | 23 жовтня 2013  |
| OS X 10.10 (4.0, Yosemite Server)          | 16 жовтня 2014  |
| OS X 10.11 (5.0, Server)                   | 16 вересня 2015 |
| OS X 10.11 (5.1, Server)                   | 21 березня 2016 |
| macOS 10.12 (5.2, Server)                  | 20 вересня 2016 |
| macOS 10.12 (5.3, Server)                  | 17 березня 2017 |
| macOS 10.13 (5.4, Server)                  | 25 вересня 2017 |
| macOS 10.13.3 (5.5, Server)                | 23 січня 2018   |
| macOS 10.13.5 (5.6, Server)                | 24 квітня 2018  |
| macOS 10.14 (5.7, Server)                  | 28 вересня 2018 |
| macOS 10.14 (5.8, Server)                  | 25 березня 2019 |
| macOS 10.15 (5.9, Server)                  | 8 жовтня 2019   |
| macOS 10.15 (5.10, Server)                 | 1 квітня 2020   |
| macOS 11 (5.11, Server)                    | 15 грудня 2020  |

## Версії

### Mac OS X Server 1.0 (Rhapsody)
Основна стаття: Mac OS X Server 1.0 [Архівовано 6 листопада 2014 у Wayback Machine.]
Першою версією Mac OS X була Mac OS X Server 1.0. Mac OS X Server 1.0 - 1.2v3 були побудована на Rhapsody, гібрид OPENSTEP  з NeXT Computer і Mac OS 8.5.1.

### Mac OS X Server 10.0 (Cheetah Server)
Випущений: 21 травня 2001
Mac OS X Server 10.0 включав новий користувальницький AQWA інтерфейс, Apache, PHP, MySQL, Tomcat, WebDAV підтримку, Macintosh Manager and NetBoot.

### Mac OS X Server 10.1 (Puma Server)
Випущений: 25 вересня 2001

### Mac OS X Server 10.2 (Jaguar Server)
Випущений: 23 серпня 2002
10.2 реліз Mac OS X Server включає користувацькі оновлення Open Directory і управління файлами, які засновані на LDAP. Новий інтерфейс Workgroup Manager значно покращив конфігурацію. У релізі також були здійснені оновлення для мережевого завантаження і NetInstall. Надається багато спільних мережевих послуг  такі як NTP, SNMP, вебсервер (Apache), Postfix та Cyrus, LDAP (OpenLDAP), AFP, і сервер друку. Включно з версії Samba 3 реалізована тісна інтеграція з Windows. MySQL v4.0.16 і PHP v4.3.7 також включені.

### Mac OS X Server 10.3 (Pander Server)
Випущений: 24 жовтня 2003

### Mac OS X Server 10.4 (Tiger Server)
Випущений: квітні 29, 2005
У реліз 10.4 додається підтримка 64-розрядних додатків,  Access Controw Lists, Xgrid, агрегація каналів, фільтрація спаму в електронній пошті (SpamAssassin), виявлення вірусів (ClamAV), шлюз Setup Assistant, і сервери для оновлення програмного забезпечення, iChat Server, що  використовує XMPP,  Boot Camp Assistant, Dashboard і блоги.
На 10 серпня 2006 компанія Apple оголосила про перший універсальний випуск Mac OS X Server, версія 10.4.7, що підтримує обидва PowerPC і Intel процесори. У той же самий час компанія Apple оголосила про випуск Intel на базі Mac Pro і Xserve систем.

### Mac OS X Server 10.5 (Leopard Server)
Випущений : 26 жовтня 2007 Leopard Server проданий за $ 999 на необмежену версію.
Риси
- RADIUS Server. Leopard Server включає FreeRADIUS для ідентифікації в мережі. Він поставляється з підтримкою бездротових станцій, однак може бути змінений на повнофункціональний сервер FreeRADIUS[6].
- PHP , MySQL , Apache , і BIND версії:

|        | 10,5     | 10.5.1   | 10.5.2   | 10.5.3   | 10.5.4   | 10.5.5   | 10.5.6   | 10.5.7   | 10.5.8   | 10.5.8 2010-007 |
| ------ | -------- | -------- | -------- | -------- | -------- | -------- | -------- | -------- | -------- | --------------- |
| PHP    | 5.2.4    | 5.2.4    | 5.2.4    | 5.2.5    | 5.2.5    | 5.2.6    | 5.2.6    | 5.2.8    | 5.2.11   | 5.2.14          |
| MySQL  | 5.0.45   | 5.0.45   | 5.0.45   | 5.0.45   | 5.0.45   | 5.0.45   | 5.0.67   | 5.0.67   | 5.0.82   | 5.0.91          |
| Apache | 2.2.6    | 2.2.6    | 2.2.6    | 2.2.8    | 2.2.8    | 2.2.8    | 2.2.9    | 2.2.11   | 2.2.13   | 2.2.14          |
| BIND   | 9.4.1-P1 | 9.4.1-P1 | 9.4.1-P1 | 9.4.1-P1 | 9.4.2-P1 | 9.4.2-P2 | 9.4.2-P2 | 9.4.3-P1 | 9.4.2-P3 | 9.4.2-P3        |

### Mac OS X Server 10.6 (Snow Leopard Server)
Випущений: 28 серпня 2009
Snow Leopard Server продан за $ 499 з необмеженою кількістю клієнтських ліцензій.
Нові можливості:
- 64-розрядна операційна система. На відповідних систем з 4 Гб оперативною пам'яттю або більше Snow Leopard Server використовує 64-бітове ядро[7]
- iCaw Server 2 WIF з поліпшеною CawDAV підтримкою, нові вебдодатки календаря, push повідомлення  і можливість відправки електронною поштою запрошення не iCal користувачам.
- Address Book Server забезпечує централізований доступ користувачу до зберігання і отримування доступу до особистих контактів між користувачами Mac і синхронізованих iPhones. На підставі протоколу CardDAV стандарту.
- Server Wiki 2, з серверною  Quick Look і можливістю перегляду вікі-контенту на iPhone.
- Новий поштовий сервер, що підтримує доставку електронної пошти, щоб користувачам отримували миттєвий доступ до нових повідомленнь. Проте, реалізація Apple доставки електронної пошти не підтримується для iPhone від Apple.
- Podcast Producer 2 з підтримкою подвійного  відео-джерела. Також включає в себе новий додаток Podcast Composer для автоматизації виробничого процесу, що робить його простим для створення подкастів. Podcast Composer має можливість додавати титри, переходи і ефекти, зберегти в потрібному форматі і поділитися у вікі, блогах, Itunes, Itunes U, Final Cut Server або Podcast бібліотеці.
- Mobile Server Access дозволяє iPhone і Mac користувачам доступ до мережевих служб, у тому числі до корпоративних сайтів, бізнес-додатків, електронної пошти, календарів і контактів. Не вимагаючи додаткового програмного забезпечення, Mobile Server Access діє як зворотний проксі-сервер і забезпечує шифрування SSL і аутентифікацію між iPhone і Mac користувачами приватної мережі.
- PHP , MySQL , Apache , і BIND версії:

|        | 10.6.0 | 10.6.1 | 10.6.2 | 10.6.3 | 10.6.4   | 10.6.5   | 10.6.6   | 10.6.7   | 10.6.8 (10K549) |
| ------ | ------ | ------ | ------ | ------ | -------- | -------- | -------- | -------- | --------------- |
| PHP    | ?      | ?      | ?      | ?      | 5.3.2    | 5.3.3    | 5.3.3    | 5.3.4    | 5.3.15          |
| MySQL  | ?      | ?      | ?      | ?      | 5.0.7    | 5.0.91   | 5.0.91   | 5.0.91   | 5.0.92          |
| Apache | ?      | ?      | ?      | ?      | 2.2.14   | 2.2.15   | 2.2.15   | 2.2.17   | 2.2.22          |
| BIND   | ?      | ?      | ?      | ?      | 9.6.0-P2 | 9.6.0-P2 | 9.6.0-P2 | 9.6.0-P2 | 9.6-ESV-R4-P3   |

### Mac OS X 10.7 (Lion Server)
Випущений: 20 липня 2011
У превью Mac OS X Lion у лютому 2011 року  Apple вказала, що починаючи з Lion Mac OS X Server поставлятиметься в комплекті з операційною системою і не буде продаватися як окремий продукт. Однак, кілька місяців пізніше, компанія заявила, що буде продавати замість серверних компонентів за $ 49.99, доповнення до Lion, розповсюджувані через Mac App Store. Lion Server прийшов з необмеженою клієнтською ліцензією.
Lion Server включає в себе нові версії  iCal Server, вікі-сервер і поштовий сервер.   Lion Server може бути використаний для управління мобільними пристроями iOS.
- PHP , Python , PostgreSQL , Apache , і BIND версії:

|            | 10,7 | 10.7.1 | 10.7.2 | 10.7.3   | 10.7.4 | 10.7.5 (11G63) |
| ---------- | ---- | ------ | ------ | -------- | ------ | -------------- |
| PHP        | ?    | ?      | ?      | ?        | ?      | 5.3.15         |
| Python     | ?    | ?      | ?      | ?        | ?      | 2.7.1          |
| PostgreSQL | ?    | ?      | ?      | ?        | ?      | 9.0.5          |
| Apache     | ?    | ?      | ?      | ?        | ?      | 2.2.22         |
| BIND       | ?    | ?      | ?      | 9.7.3-P3 | ?      | 9.7.6-P1       |

### OS X 10.8 (Mountain Lion Server)
Випущений: 25 липня 2012.
Mountain Lion Server, Wike Lion Server має необмежену клієнтську ліцензію, і купивши її можна запустити на необмежій кількості машин.
- PHP , Python , PostgreSQL , Apache , і BIND версії:

|            | 10.8.0 | 10.8.1 | 10.8.2 | 10.8.3 | 10.8.4   |
| ---------- | ------ | ------ | ------ | ------ | -------- |
| PHP        | ?      | ?      | ?      | ?      | 5.3.15   |
| Python     | ?      | ?      | ?      | ?      | 2.7.2    |
| PostgreSQL | ?      | ?      | ?      | ?      | 9.2.1    |
| Apache     | ?      | ?      | ?      | ?      | 2.2.22   |
| BIND       | ?      | ?      | ?      | ?      | 9.8.3-P1 |

### OS X 10.9 (Mavericks Server)
Випущений: 22 жовтня 2013 рік.
Немає окремого серверу Mavericks  також як і окремої серверної версії Mountain Lion.  Включає додаток для управління сервером під назвою Server, а також можливість замовити додаткові адміністративні інструменти для управління профілів клієнтів і Xsan . Може працювати на необмеженій кількості машин.
- PHP , Python , PostgreSQL , Apache , і BIND версії:

|            | Devewoper Preview 1 | 10.9.0   | 10.9.1   | 10.9.4   | 10.9.5   |
| Apache     | 2.2.24 [15]         | 2.2.24   | 2.2.24   | 2.2.26   | 2.2.26   |
| BIND       | ?                   | 9.9.2-P2 | 9.9.2-P2 | 9.9.2-P2 | 9.9.2-P2 |
| PHP        | 5.3.25 [15]         | 5.4.17   | 5.4.17   | 5.4.24   | 5.4.30   |
| Postfix    | ?                   | ?        | ?        | 2.9.4    | 2.9.4    |
| PostgreSQL | ?                   | 9.2.4    | 9.2.4    | 9.2.8    | 9.2.8    |
| Python     | ?                   | 2.7.5    | 2.7.5    | 2.7.5    | 2.7.5    |

### OS X 10.10 (Yosemite Server 4.0)
Випущений: 16 жовтня 2014 року.
Відсутнє окреме  видання сервера Yosemite і Mavericks. Існує пакет, доступний з Mac App Store за $ 19,99, що включає в себе додаток для управління сервером під назвою Server. Також можна замовити додаткові адміністративні інструменти для управління профілями клієнтів і Xsan.  Може бути запущений на необмеженій кількості машин.
- PHP , Python , PostgreSQL , Apache , і BIND версії:

Технічні характеристики:
- комп'ютер під управлінням OS X Yosemite.
- 2 Гб оперативної пам'яті.
- 10 Гб вільного дискового простору; деякі функції вимагають додаткового дискового простору.
- Деякі функції вимагають ідентифікатор Apple.
- Деякі функції вимагають сумісного інтернет-провайдера (може стягуватися плата).
- Деякі функції вимагають реєстрацію програми.
- Деякі функції можуть бути недоступні в деяких країнах.

|            | 10.10.0 |
| Apache     | 2.4.9   |
| BIND       | 9.9.5   |
| PHP        | 5.5.14  |
| Postfix    | 2.11.0  |
| PostgreSQL | 9.3.5   |
| Python     | 2.7.6   |

## Системні вимоги
| Версія операційної системи | Процесор                                                                              | Пам'ять                           | Жорсткий диск                      |
| -------------------------- | ------------------------------------------------------------------------------------- | --------------------------------- | ---------------------------------- |
| Mac OS X Server 10.4       | Mac комп'ютер з Intel, PowerPC G5, PowerPC G4 або PowerPC G3 процесор                 | 512 Мб physicaw пам'яті           | 10 Гб доступний дискового простору |
| Mac OS X Server 10.5 [16]  | Mac комп'ютер з G5 Intel, PowerPC, або PowerPC G4 (867 МГц або вище) Процесор         | 1 Гб оперативної пам'яті physicaw | 20 Гб доступний дискового простору |
| Mac OS X Server 10.6 [17]  | Mac настільний комп'ютер з процесором Intel (MacBook / MacBook Pro не рекомендується) | 2 Гб фізичної пам'яті             | 10 Гб доступний дискового простору |
| Mac OS X Server 10.7 [11]  | x86-64 на основі комп'ютера Macintosh                                                 | 2 Гб фізичної пам'яті             | 7 Гб доступний дискового простору  |

## Мови
Mac OS X Server  доступний на англійській, японській, французькій, німецькій,  китайській, голландській, італійській, корейськіх, іспанській і традиційній китайській мовах.